# 히라타 가이토
히라타 가이토(일본어: 平田 海斗, 2001년 7월 25일~)는 일본의 축구 선수이다.

## 구단 경력
그는 2020년 J2리그의 미토 홀리호크에 입단했다. 2021년 일본 풋볼 리그의 라인미어 아오모리로 이적했다. 2024년까지 43경기에 출전하여, 3득점을 넣었다. 2025년 FK 보켈리로 이적했다.